# Puzur-Aszur I
Puzur-Aszur I – jeden z najwcześniejszych władców miasta-państwa Aszur, noszący tytuł „zarządcy (miasta) Aszur” (énsi a-šùrki), uważany za założyciela nowej, rodzimej dynastii, której członkowie rządzili miastem-państwem Aszur przez następne sto lat. Panował najprawdopodobniej na początku XX wieku p.n.e.

## Imię
Akadyjskie imię tego władcy, brzmiące Puzur-Aššur, znaczy „Ochroną jest bóg Aszur”. Nie są znane wprawdzie żadne inskrypcje tego władcy, ale w inskrypcjach jego następców Szalim-ahuma, Ilu-szumy i Eriszuma I, gdzie jest on wspominany, jego imię zapisywane było w ten sam sposób: pù-zur8-(d)a-šùr.

„Sulili, Kikkia, Akia, Puzur-Aszur, Szalim-ahum, Ilu-szuma - razem sześciu królów [których imiona zostały zapisane na] cegłach, (ale) których limmu nie zostali spisani/znalezieni”

## Asyryjska lista królów
Puzur-Aszur I wzmiankowany jest w Asyryjskiej liście królów, która wymienia go jako 30 władcę Asyrii. Występuje on tam jako czwarty z tzw. „sześciu królów [których imiona zostały zapisane na] cegłach, (ale) których limmu nie zostali spisani/znalezieni”. Jako jego poprzednik wymieniany jest Akia, a jako jego następca Szalim-ahum.

## Dynastia
Puzur-Aszur I był najprawdopodobniej założycielem nowej dynastii władców rządzących miastem-państwem Aszur. Założenie takie wynika stąd, iż zarówno jego syn Szalim-ahum, jak i jego wnuk Ilu-szuma i prawnuk Eriszum I w swych własnych inskrypcjach wymieniają właśnie Puzur-Aszura I jako pierwszego znanego członka dynastii. Zgodnie z Asyryjską listą królów poprzednikiem Puzur-Aszura I na tronie asyryjskim miał być Akia, ale nie wiadomo czy należeli oni do tej samej dynastii.
| władcy z dynastii Puzur-Aszura I | pokrewieństwo       | lata panowania według Veenhofa | lata panowania według Barjamovica, Hertela i Larsena | uwagi                                                     |
| -------------------------------- | ------------------- | ------------------------------ | ---------------------------------------------------- | --------------------------------------------------------- |
| Puzur-Aszur I                    | -                   | początek XX w. p.n.e.          | początek XX w. p.n.e.                                | najprawdopodobniej założyciel dynastii                    |
| Szalim-ahum                      | syn Puzur-Aszura I  | początek XX w. p.n.e.          | początek XX w. p.n.e.                                | we własnej inskrypcji nazywa siebie „synem Puzur-Aszura”  |
| Ilu-szuma                        | syn Szalim-ahuma    | ?-1974 p.n.e.                  | ?-1971 p.n.e.                                        | we własnej inskrypcji nazywa siebie „synem Szalim-ahuma”  |
| Eriszum I                        | syn Ilu-szumy       | 1974-1935 p.n.e.               | 1972-1933 p.n.e.                                     | we własnych inskrypcjach nazywa siebie „synem Ilu-szumy”  |
| Ikunum                           | syn Eriszuma I      | 1934-1921 p.n.e.               | 1932-1918 p.n.e.                                     | we własnej inskrypcji nazywa siebie „synem Eriszuma”      |
| Sargon I                         | syn Ikunuma         | 1920-1881 p.n.e.               | 1917-1878 p.n.e.                                     | we własnej inskrypcji nazywa siebie „synem Ikunuma”       |
| Puzur-Aszur II                   | syn Sargona I       | 1880-1873 p.n.e.               | 1877-1870 p.n.e.                                     | nazywany „synem Sargona” w Asyryjskiej liście królów      |
| Naram-Sin                        | syn Puzur-Aszura II | 1872-1829/1819 p.n.e.          | 1869-? p.n.e.                                        | nazywany „synem Puzur-Aszura” w Asyryjskiej liście królów |
| Eriszum II                       | syn Naram-Sina      | 1828/1818-1809 p.n.e.          | ?-1809 p.n.e.                                        | nazywany „synem Naram-Sina” w Asyryjskiej liście królów   |

## Panowanie
Panowanie Puzur-Aszura I i pozostałych pięciu władców wspomnianych w ustępie Asyryjskiej listy królów umieszczane jest w pięćdziesięcioletnim okresie pomiędzy ok. 2025 a ok. 1974 r. p.n.e. Ok. 2025 r. p.n.e., w kilka lat po objęciu tronu przez Ibbi-Suena, imperium III dynastii z Ur zaczęło się rozpadać i utraciło kontrolę nad swoimi obszarami peryferyjnymi, w tym nad miastem Aszur, tak więc Puzur-Aszur I, jako niezależny władca miasta-państwa Aszur, panować mógł dopiero po tej dacie. Z drugiej strony panować on musiał przed ok. 1974 r. p.n.e., gdyż dopiero wówczas, wraz z wstąpieniem na tron Eriszuma I, wprowadzono w Aszur instytucję corocznie wybieranego urzędnika limmu (eponima), podczas gdy Asyryjska lista królów zalicza Puzur-Aszura I do grupy wcześniejszych władców, za których rządów urzędnicy limmu nie byli jeszcze znani.